# Relações entre Países Baixos e Portugal
As relações entre Países Baixos e Portugal duram há séculos, tendo começado no século XII com a repulsão da invasão muçulmana em Portugal.

## História

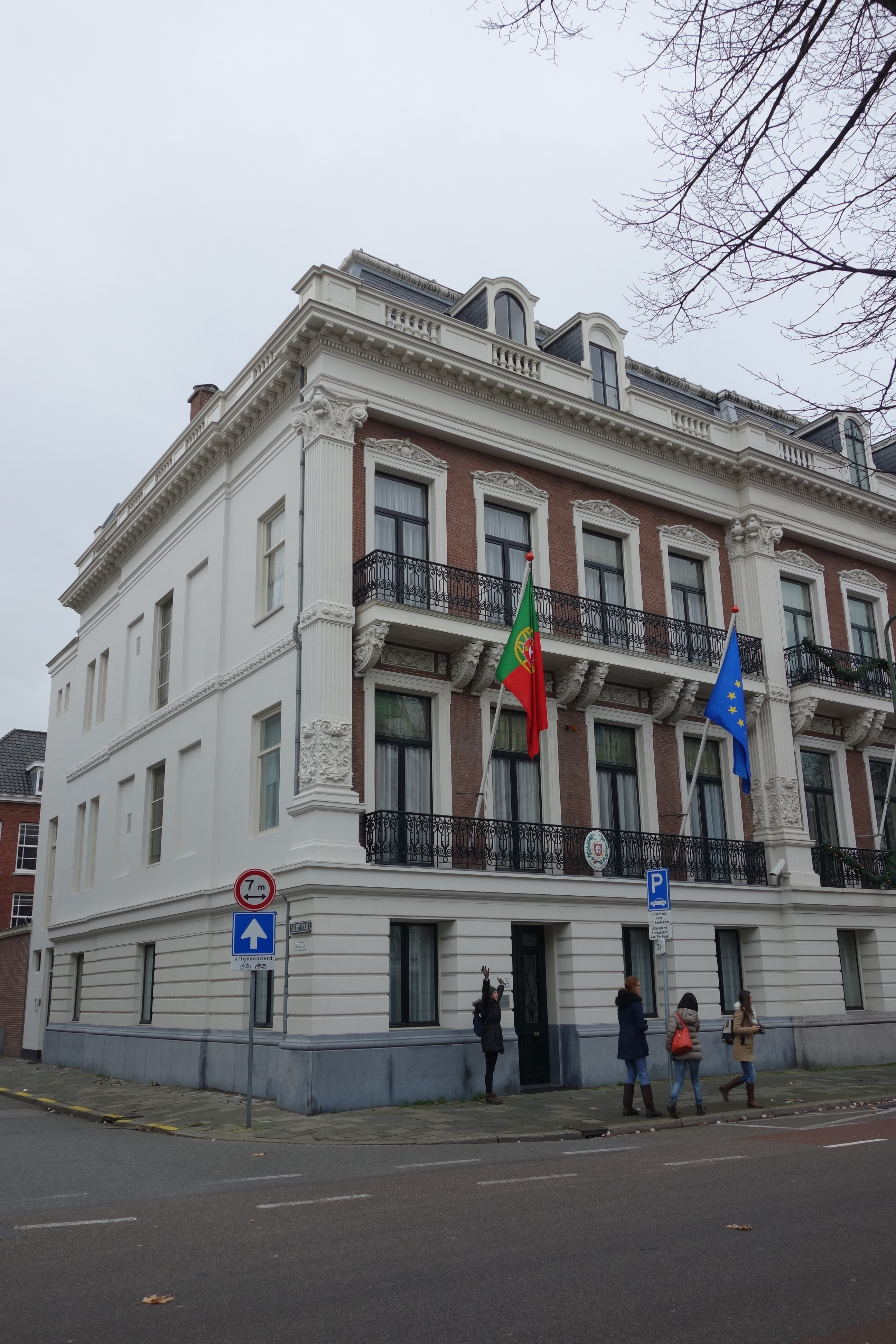
Embaixada de Portugal na Haia.

As relações entre os dois países remontam ao ano de 1147, quando cruzados flamengos e frísios holandeses ajudaram a expulsar os mouros de Lisboa. Como forma de agradecimento o rei de Portugal Afonso I concedeu privilégios comerciais aos países do norte e do sul da região dos Países Baixos (Países Baixos e Bélgica contemporâneos).
No século XVI a República Holandesa tornou-se o parceiro económico do Reino de Portugal após a queda da cidade de Antuérpia pelas mãos de tropas espanholas durante a Guerra dos Oitenta Anos.
No contexto da União Ibérica, as relações entre os dois países deterioraram-se culminando em diversas disputas territoriais na América do Sul, Ásia e África. As disputas territoriais entre a República Holandesa e o Reino de Portugal terminaram depois da assinatura do Tratado da Haia de 1661 que visava pôr um fim nos conflitos entre os dois países e restabelecer a parceria económica entre ambos. Três anos depois, a República Holandesa e o Reino de Portugal assinaram um tratado económico. Em 1675, a Sinagoga Portuguesa de Amsterdão foi inaugurada.
Apesar de ambos serem membros da União Europeia (UE) e da Organização do Tratado do Atlântico Norte (OTAN) as relações entre os dois países deterioraram-se novamente durante a Ditadura Salazarista em Portugal. As relações entre os Países Baixos e Portugal melhoraram após a Revolução dos Cravos. A partir de então os dois países formaram novas parcerias económicas.